# Tonia Oliviers
Tonia Oliviers (2 mei 1967) is een Belgische voormalige atlete, die gespecialiseerd was in de sprint. Zij werd tweemaal Belgisch kampioene.

## Loopbaan
Oliviers werd in 1986 zowel op de 100 m als op de 200 m Belgisch kampioene.
Zij was aangesloten bij Sgola Boechout, een club van het Sint-Gabriëlcollege, en stapte in 1989 over naar Olse Merksem. In 1993 keerde ze terug naar Sgola Boechout.

## Belgische kampioenschappen
| Onderdeel | Jaar |
| --------- | ---- |
| 100 m     | 1986 |
| 200 m     | 1986 |

## Persoonlijke records
Outdoor
| Onderdeel | Prestatie | Datum | Plaats |
| --------- | --------- | ----- | ------ |
| 100 m     | 11,94 s   |       |        |
| 200 m     | 23,91 s   | 1987  |        |

Indoor
| Onderdeel | Prestatie       | Datum            | Plaats |
| --------- | --------------- | ---------------- | ------ |
| 200 m     | 23,96 s (ex-NR) | 21 februari 1988 | Gent   |

## Palmares

### 60 m
- 1989:  BK indoor AC - 7,66 s

### 100 m
- 1986:  BK AC - 12,06 s
- 1989:  BK AC - 12,14 s

### 200 m
- 1986:  BK AC - 24,35 s
- 1989:  BK indoor AC - 24,55 s
- 1989:  BK AC - 24,31 s

### 400 m
- 1995:  BK indoor AC - 57,11 s
- 1995:  BK AC - 57,07 s